# بيلاروس
بيلاروس أو بيلاروسيا أو روسيا البيضاء (بالبيلاروسية: Беларусь وتلفظ ‎[bʲɛ.ɫa.rusʲ]‏) هي دولة غير ساحلية تقع في أوروبا الشرقية، تحدها روسيا من الشرق وأوكرانيا من الجنوب وبولندا من الغرب وليتوانيا ولاتفيا من الشمال، عملتها هي الروبل البيلاروسي.
عاصمتها مينسك ومن المدن الرئيسية الأخرى برست وغرودنو وغوميل وموغيليوف وفيتيبسك. تشكل الغابات 40% من مساحة البلاد البالغة 207,600 كم². أقوى قطاعاتها الاقتصادية هي الزراعة والصناعة.
كانت بيلاروسيا جزءًا من ليتوانيا طوال معظم تاريخها ولم تصبح جزءًا من الإمبراطورية الروسية إلا في أواخر القرن الثامن عشر،وخلال هذه الفترة خضعت لشكل من أشكال الترويس
حتى القرن العشرين، افتقرت بيلاروس الفرصة لخلق هوية وطنية مميزة لعدة قرون بسبب خضوع أراضيها الحالية لعدة دول مختلفة عرقياً، بما في ذلك إمارة بولوتسك ودوقية ليتوانيا الكبرى والإمبراطورية الروسية والكومنولث البولندي الليتواني. تشكلت الجمهورية البيلاروسية الشعبية (1918-1919) وما لبثت أن أصبحت إحدى الجمهوريات المكونة للاتحاد السوفيتي تحت اسم جمهورية بيلاروسيا الاشتراكية السوفيتية.
تم توحيد البلاد بحدودها الحالية عام 1939 عندما منحت الأراضي التي أقيمت عليها الجمهورية البولندية الثانية للاتحاد السوفيتي وفقًا لأحكام الاتفاق الألماني السوفيتي وألحقت بروسيا البيضاء السوفيتية. تضررت البلاد بشدة جراء الحرب العالمية الثانية حيث فقدت خلالها بيلاروس نحو ثلث السكان وأكثر من نصف مواردها الاقتصادية؛ أعيد بناء الجمهورية في سنوات ما بعد الحرب. نظرًا لأثر الحرب العالمية الثانية، أصبحت جمهورية بيلاروسيا الاشتراكية السوفيتية عضوًا مؤسسًا للأمم المتحدة جنبًا إلى جنب مع الاتحاد السوفيتي وجمهورية أوكرانيا الاشتراكية السوفيتية.
أعلن برلمان الجمهورية سيادة روسيا البيضاء يوم 27 يوليو 1990، وبعد انهيار الاتحاد السوفيتي، أعلن الاستقلال في 25 أغسطس 1991. ألكسندر لوكاشينكو هو رئيس البلاد منذ عام 1994 وتحت رئاسته وعلى الرغم من اعتراض الحكومات الغربية، فقد نفذ سياسات الحقبة السوفيتية مثل ملكية الدولة للاقتصاد. منذ عام 2000، وقّعت روسيا وبيلاروس معاهدة للمزيد من التعاون مع بعض التلميحات لتشكيل دولة اتحادية.
يقيم معظم سكان روسيا البيضاء في المناطق الحضرية المحيطة بمينسك وغيرها من عواصم الأوبلاستات (الأقاليم) المشكلة للبلاد. أكثر من 80% من السكان هم من البيلاروس مع أقليات كبيرة من الروس والبولنديين والأوكرانيين. منذ إجراء استفتاء شعبي في عام 1995، أصبحت اللغتان الرسميتان في البلاد البيلاروسية والروسية. لا يعلن دستور روسيا البيضاء الدين الرسمي على الرغم من أن الدين الرئيسي في البلاد هو المسيحية الأرثوذكسية الروسية. ثاني الأديان هي المسيحية الكاثوليكية بعدد أتباع أقل بكثير ولكن يتم احترام عيدي الفصح والميلاد رسميًا وتعدّ أعيادًا رسمية.

## أصل التسمية
تستمد التسمية بيلاروس من المصطلح «روسيا البيضاء». توجد عدة فرضيات حول أصل التسمية. يصف الاسم المنطقة المغطاة بالثلوج في شرق أوروبا والمسكونة من قبل الشعب السلافي كمنطقة جميلة وحرة كنقيض للمنطقة الليتوانية «روثينيا السوداء». قد يكون للملابس البيضاء التي كان السلافيون يرتدونها دور في التسمية وفقًا لنظرية أخرى. من الافتراضات الأخرى أن التسمية تعود للأراضي الجنوبية (بولاكاك وفيتسبك وموغيلوف) والتي لم يتمكن التتار من غزوها. حيث أنه قبل 1267 سميت الأرض التي لم يستطع التتار غزوها بروسيا البيضاء. ظهرت التسمية أولًا في الأدب الألماني واللاتيني في العصور الوسطى. في كتابات يان التشارنكوفي تحدث عن دوق ليتواني كبير يدعى يوغيلا كانت أمه مسجونة في عام 1381 في «ألبا روسيا». استخدم مصطلح «ألبا روسيا» لاحقًا من قبل البابا بيوس السادس عند تأسيس جمعية اليسوعيين في 1783. أشير إلى البلاد تاريخيًا بالإنجليزية باسم «روثينيا البيضاء». كان أول استخدام معروف لاسم روسيا البيضاء للإشارة إلى بلاروسيا في أواخر القرن السادس عشر من قبل السير جيروم هورسي الإنكليزي. خلال القرن السابع عشر استخدم القياصرة الروس اسم روسيا البيضاء لوصف الأراضي التي تم الاستيلاء عليها من دوقية ليتوانيا الكبرى.
استخدم الاسم بيلوروسيا (بالروسية: Белоруссия) في أيام الإمبراطورية الروسية، ودعي القيصر الروسي بقيصر كل الروس، حيث أن روسيا أو «الإمبراطورية الروسية» تتألف من روسيا العظمى وروسيا الصغرى (أوكرانيا) وروسيا البيضاء. في ذلك الوقت، كان الاسم الوحيد المستخدم في اللغة الروسية هو بيلوروسيا، حيث اعتبرت حكومات القياصرة بيلوروسيا جزءًا من الأمة الروسية ونظروا أيضًا إلى اللغة البلاروسية على أنها من اللهجات الروسية. خلال الحقبة الشيوعية، أصبح المصطلح «بيلوروسيا» جزءًا من الوعي الوطني. في القسم الغربي من روسيا البيضاء والذي كان تحت السيطرة البولندية أصبحت التسمية شائعة في مناطق بياليستوك وغوردنو خلال الفترة ما بين الحربين العالميتين. لم تستخدم التسمية بلاروسيا رسميًا حتى عام 1991، عندما أقر مجلس السوفيت الأعلى في جمهورية بيلوروسيا الاشتراكية السوفيتية مرسومًا بتسمية الجمهورية الجديدة المستقلة باسم بلاروسيا (بالروسية:Беларусь). جاء هذا التغيير ليعكس بشكل ملائم الوصف باللغة البيلاروسية للاسم. سمح باستخدام تسمية جمهورية بيلوروسيا الاشتراكية السوفيتية وأي من التسميات والاختصارات الأخرى بين عامي 1991-1993. عارضت القوى المحافظة تغيير الاسم وإدراجه في مسودة دستور بلاروسيا عام 1991. بعد الثورة البلشفية في عام 1917، تسبب مصطلح روسيا البيضاء أيضًا ببعض الالتباس لأنه كان أيضًا اسم القوة التي عارضت «البلاشفة الحمر».
بناء عليه، تم استبدال الاسم بيلوروسيا بالتسمية بلاروس في اللغة الإنجليزية  وإلى حد ما، باللغة الروسية (على الرغم من أن الاسم التقليدي لا يزال قائمًا في تلك اللغة أيضًا). الصفة بلاروسي أيضًا أقرب إلى المصطلح الروسي الأصلي بيلاروسكي. حاولت المؤسسة الفكرية في عهد ستالين تغيير الاسم من بيلوروسيا صيغة من كريفيا بسبب الصلة المفترضة بروسيا. عارض بعض القوميين الاسم لنفس السبب. ومع ذلك، فإن العديد من الصحف الشعبية المحلية أبقت على الاسم القديم للبلاد بالروسية في أسمائها، مثلًا كومسومولسكايا برافدا بيلوروسي، والتي هي فرع محلي لصحيفة روسية شعبية. أيضًا أولئك الذين يرغبون إعادة توحيد بلاروسيا مع روسيا يواصلون استخدام الاسم الروسي. رسميًا، الاسم الكامل للدولة هو جمهورية روسيا البيضاء.

## التاريخ

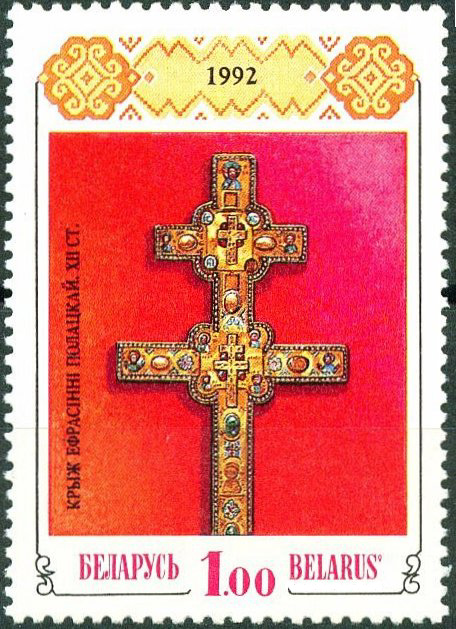
طابع يحمل صليب القديس يوفراسين من عام 1992

استقرت القبائل السلافية الأولى في المنطقة التي هي الآن روسيا البيضاء في القرن السادس. كانوا على احتكاك متزايد مع الفارنجيين، وهم مجموعة من المحاربين الإسكندنافيين والسلاف من البلطيق. على الرغم من هزيمة الفارنجيين ونفيهم لفترة وجيزة من قبل السكان المحليين، طلب منهم في وقت لاحق العودة، وساهموا في تشكيل كيان سياسي، يشار إليه باسم روس كييف. بدأت دولة روس كييف في نحو 862م حول مدينة كييف، أو بدلا من ذلك حول مدينة نوفوغورد الحالية.
بعد وفاة حاكم روس كييف الأمير ياروسلاف الحكيم، انقسمت الدولة إلى إمارتين مستقلتين. تضررت هذه الإمارات الروثينية بشدة جراء الغزو المغولي في القرن الثالث عشر، ودمجت لاحقاً في دوقية ليتوانيا الكبرى.
من بين الإمارات التي خضعت للدوقية، تسعة منها سكنها أسلاف الشعب البلاروسي. خلال هذا الوقت خاضت الدوقية عدة حملات عسكرية، بما فيها القتال إلى جانب بولندا ضد الفرسان التيوتونيين في معركة جرونفالد عام 1410، سمح الانتصار المشترك للدوقية بالسيطرة على الأراضي الحدودية الشمالية الغربية لأوروبا الشرقية.

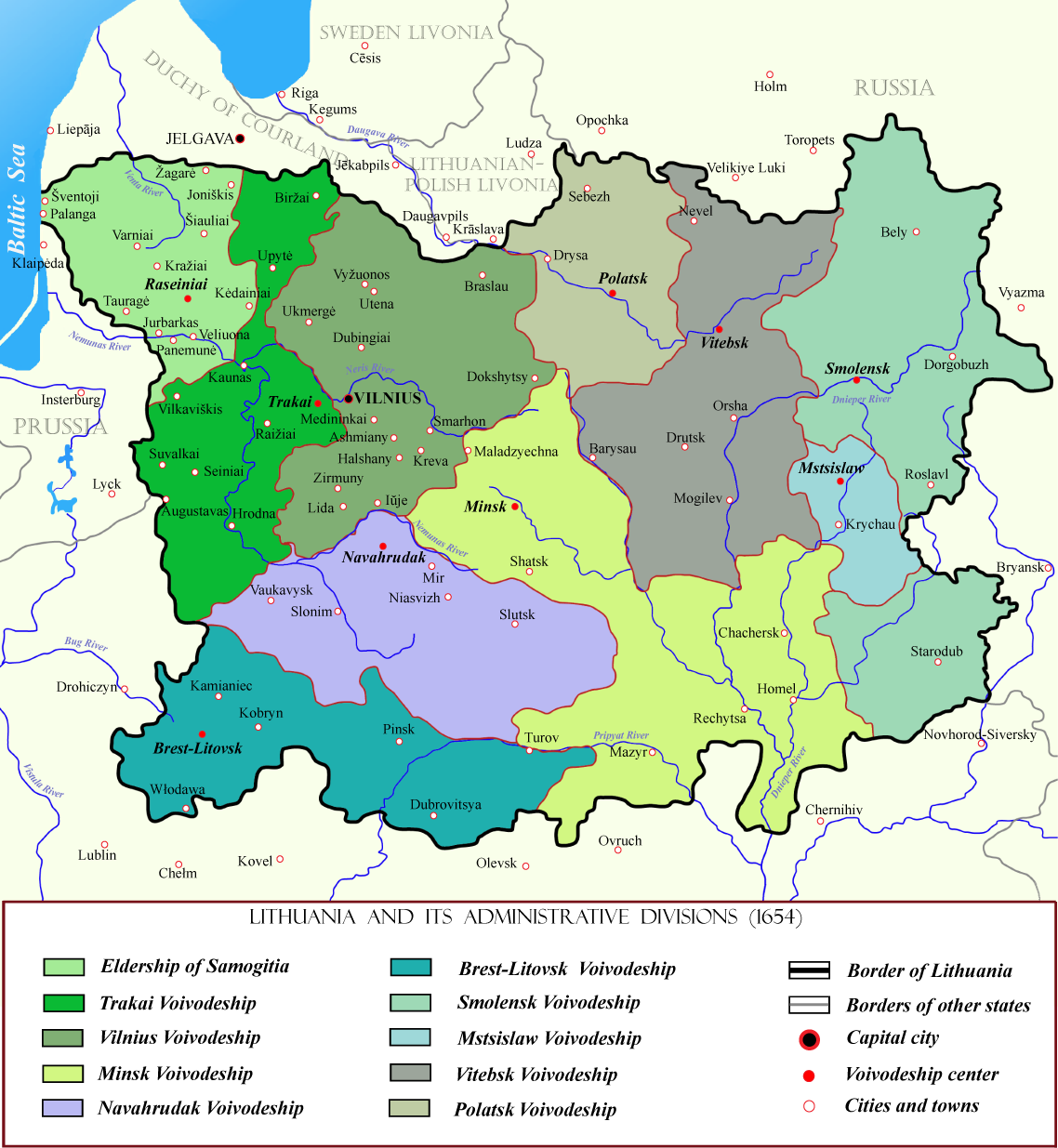
خريطة لدوقية ليتوانيا الكبرى، وهي جزء من الكومنويلث البولندي الليتواني عام 1619

في 2 فبراير 1386، اتحدت دوقية ليتوانيا ومملكة بولندا في اتحاد شخصي من خلال زواج حاكميهما. أطلق هذا الاتحاد تطورات أدت في النهاية إلى تشكيل الكومنويلث البولندي اللتواني الذي أنشئ عام 1569. بدأ الروس بقيادة القيصر إيفان الثالث حملات عسكرية في 1486 في محاولة للسيطرة على أراضي روس كييف، وتحديدًا الأراضي الواقعة حاليًا في أوكرانيا وبلاروسيا.
على الرغم من المحاولات الروسية، صمدت أراضي بلاروسيا الحديثة كجزء من الكومنويلث البولندي الليتواني لأكثر من 400 سنة، حيث دعم التاج البولندي اللغات والتقاليد المحلية. انتفاضة كوسيوتزكو وهي انتفاضة ضد الإمبراطورية الروسية ومملكة بروسيا بقيادة تاديوش كوسيوتزكو في بولندا وبلاروسيا وليتوانيا في 1794. عدت محاولة فاشلة لتحرير بولندا وليتوانيا من النفوذ الروسي بعد التقسيم الثاني لبولندا 1793.
انتهت الوحدة بين بولندا وليتوانيا في عام 1795 بتقسيم بولندا بين الإمبراطورية الروسية وبروسيا والنمسا. خضعت أراضي بلاروسيا الحالية في ذاك الوقت للسيطرة الروسية تحت حكم كاثرين الثانية،  وبقيت كذلك حتى احتلالها من قبل الإمبراطورية الألمانية خلال الحرب العالمية الاولى. برزت ثورة بين عامي 1863-1864 ضد الروس قادها كاستوس كالينوفسكي. ضمت هذه الانتفاضة أكثر من 80,000 من البلاروسيين من كافة طبقات الشعب. سقط قادة المتمردين في أيدي الروس في السنة الأولى من التمرد وأعدم كالينوفسكي في فيلنا (فيلنيوس) في 22 مارس 1864.

### القرن العشرون
خلال المفاوضات على معاهدة بريست ليتوفسك، أعلنت روسيا البيضاء الاستقلال في 25 مارس 1918، مشكلة جمهورية بلاروسيا الشعبية. أيد الألمان هذه الجمهورية لمدة عشرة أشهر حينما غزاها البلاشفة الروس. فور تراجع الألمان، بدأت الحرب البولندية السوفيتية، وتمزقت روسيا البيضاء بين بولندا النامية وروسيا السوفيتية، الجزء من روسيا البيضاء تحت الحكم الروسي أصبح جمهورية بيلوروسيا الاشتراكية السوفيتية في عام 1919.
اندلعت انتفاضة سلوتسك في الأول من نوفمبر 1920. وجهت حكومة جمهورية بلاروسيا الشعبية نداءات إلى الدول الغربية والولايات المتحدة للحصول على مساعدات عسكرية لكنها قوبلت بالتجاهل. وقعت الحكومة السوفيتية في مواجهة تمرد جماعي في بلاروسيا هدنة مع بولندا لرفع حمايتها ولقمع الثورة بفعالية أكبر. سمحت الهدنة للحكومة السوفيتية بنقل وحدات من الجبهة البولندية واستخدامها ضد المتمردين. ونتيجة لذلك، تم قمع الانتفاضة في نهاية ديسمبر 1920. ووفقا للسيد أنتسيبوفيتش، ما تبقى من وحدات المتمردين عبروا الحدود مع بولندا وتم نزع سلاحهم واعتقلتهم القوات البولندية، وتقريباً لم يتبق بينهم أحياء بحلول عام 1946. كما أبيد المتمردون الذين كانوا يقيمون في روسيا البيضاء الغربية في عام 1939، وأولئك الذين هاجروا إلى بولندا أعدموا أو ماتوا في سجون ستالين بعد انتهاء الحرب العالمية الثانية. تم دمج هذا الجزء في جمهورية ليتوانيا وبيلوروسيا الاشتراكية السوفيتية. تم تقسيم أراضي بيلوروسيا بين بولندا والسوفيت بعد الحرب البولندية السوفيتية التي انتهت في عام 1921، أصبحت جمهورية بيلوروسيا الاشتراكية السوفيتية عضوًا مؤسسًا لاتحاد الجمهوريات الاشتراكية السوفيتية في عام 1922. بينما بقيت روسيا البيضاء الغربية تحت سيطرة بولندا.
بدأت مجموعة من الإصلاحات الزراعية في عشرينيات القرن العشرين، بلغت ذروتها في المرحلة البلاروسية من التعاونية السوفيتية. كما جرت ثورة صناعية سريعة خلال الثلاثينيات، وفقاً لنموذج الخطط الخمسية السوفيتية.

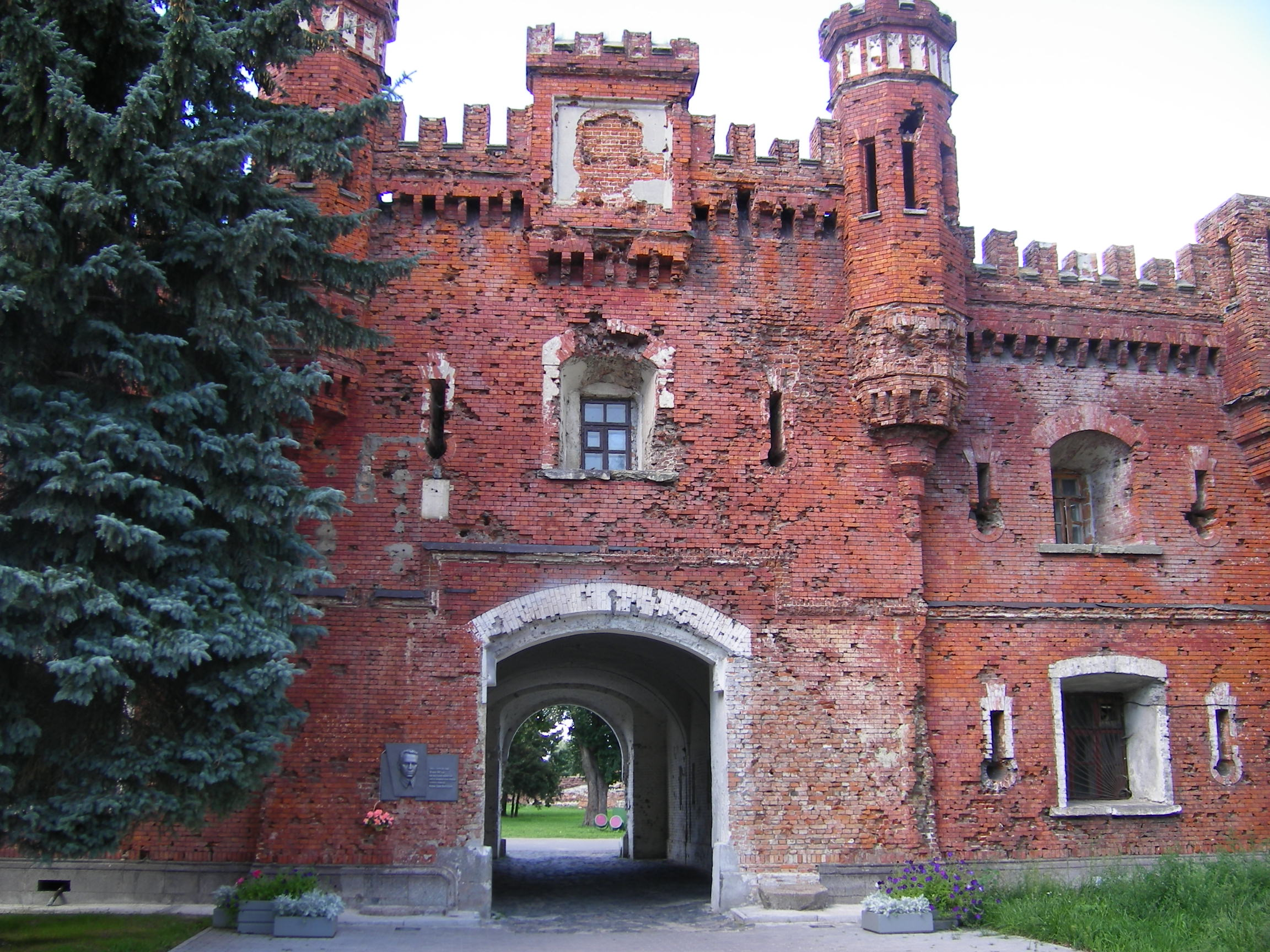
حصن بريست من نصب الحرب.

في عام 1939، تمت إعادة توحيد روسيا البيضاء الغربية التي منحت لبولندا بموجب اتفاق مع روسيا السوفيتية في معاهدة ريغا قبل عقدين من الزمان، مع جمهورية بيلوروسيا الاشتراكية السوفيتية. وذلك وفقاً لقرار مجلس الشعب البيلاروسي الخاضع للسيطرة السوفيتية في 28 أكتوبر 1939 في بياليستوك.
قامت ألمانيا النازية بغزو الاتحاد السوفيتي في عام 1941، حيث تلقى حصن بريست في روسيا البيضاء الغربية واحدة من أشرس من ضربات الحروب الافتتاحية، حيث كان دفاعها الملحوظ في عام 1941 من الأعمال البطولية في التصدي للعدوان الألماني. إحصائيًا، تلقت روسيا البيضاء أوجع الضربات النازية من بين الجمهوريات السوفيتية في الحرب، وبقيت في الأيدي النازية حتى عام 1944. خلال ذلك الوقت، دمرت ألمانيا 209 من أصل 290 مدينة في الجمهورية، 85% من صناعة الجمهورية، وأكثر من مليون مبنى. قدر عدد الضحايا بين اثنين وثلاثة ملايين (حوالي ربع إلى ثلث مجموع السكان)، بينما دمر المجتمع اليهودي في بلاروسيا ولم يتعافى أبداً. لم تستعد بلاروسيا تعدادها السكاني إلى مرحلة ما قبل الحرب حتى عام 1971.
بعد انتهاء الحرب، أصبحت بلاروسيا رسمياً من بين 51 بلداً المؤسسين ميثاق الأمم المتحدة لميثاق الأمم المتحدة في عام 1945. بدأت حملة مكثفة لإعادة الإعمار بعد الحرب على وجه السرعة. خلال هذا الوقت، أصبحت جمهورية بيلوروسيا الاشتراكية السوفيتية مركزًا صناعيًا رئيسيًا في المنطقة الغربية من الاتحاد السوفيتي، حيث زادت فرص العمل وتدفق العرقية الروسية إلى الجمهورية. أعيد رسم حدود جمهورية بيلوروسيا الاشتراكية السوفيتية مع بولندا إلى نقطة معروفة باسم خط كرزون.
نفذ جوزيف ستالين سياسة السفيتة لعزل جمهورية بيلوروسيا الاشتراكية السوفيتية عن التأثيرات الغربية. شملت هذه السياسة إرسال الروس من مختلف أنحاء الاتحاد السوفيتي ووضعهم في مناصب الرئيسية في الحكومة الاشتراكية السوفيتية في بيلوروسيا. كما حدت موسكو من الاستخدام الرسمي للغة البلاروسية، والجوانب الثقافية الأخرى. بعد وفاة ستالين في عام 1953، استمر خليفته نيكيتا خروشوف على هذا البرنامج، قائلاً «كلما أسرعنا جميعاً للتحدث بالروسية، كلما أسرعنا ببناء الشيوعية.»
تعرضت جمهورية بيلوروسيا الاشتراكية السوفيتية بشكل كبير للغبار النووي جراء الانفجار في محطة تشيرنوبل للطاقة في جارتها جمهورية أوكرانيا الاشتراكية السوفيتية في عام 1986. اكتشف عالم الآثار زيانون بازنياك (زعيم حزب المسيحيين المحافظين في جمهورية بلاروسيا الشعبية) في يونيو 1988 في منطقة كوراباتي الريفية بالقرب من مينسك، مقابر جماعية شملت ما يقرب من 250,000 من جثث الضحايا الذين أعدموا في 1937-1941. اعتبر بعض القوميين ان هذا الاكتشاف دليل على أن الحكومة السوفيتية كانت تحاول محو الشعب البلاروسي، مما دفع بالقوميين البلاروس للمطالبة بالاستقلال.
بعد ذلك بعامين، في مارس 1990، جرت انتخابات مقاعد مجلس السوفيت الأعلى في جمهورية بيلوروسيا الاشتراكية السوفيتية. على الرغم من أن المؤيدين للاستقلال البلاروسي من الجبهة الشعبية البلاروسية لم يحصدوا سوى 10% من المقاعد، فإن الشعب كان مرتاحاً لنتيجة الانتخابات. أعلنت روسيا البيضاء نفسها ذات سيادة في 27 يوليو 1990، بإصدار إعلان سيادة الدولة لجمهورية بيلوروسيا الاشتراكية. بدعم من الحزب الشيوعي، تم تغيير اسم البلاد إلى جمهورية بلاروسيا يوم 25 أغسطس 1991. التقى ستانيسلاف شوشكفيتش رئيس مجلس السوفيت الأعلى لروسيا البيضاء بوريس يلتسين عن روسيا وليونيد كرافتشوك عن أوكرانيا في 8 ديسمبر 1991، في بيلافيتسكايا بوشا لإعلان حل الاتحاد السوفيتي وتشكيل رابطة الدول المستقلة.
اعتمد دستور وطني في مارس 1994، حيث منحت مهام رئيس الوزراء للرئيس. جولتا الاقتراع الرئاسيتان بين 24 يونيو و10 يوليو 1994  أسفرتا عن انتخاب ألكسندر لوكاشينكو غير المعروف سياسيًا بأكثر من 45% من الأصوات في الجولة الأولى و80% في الجولة الثانية، متغلباً بذلك على فياتشيسلاف كيبيتش الذي حصل على 14%. أعيد انتخاب لوكاشينكو في أعوام 2001 و2006 و2010.

## السياسة

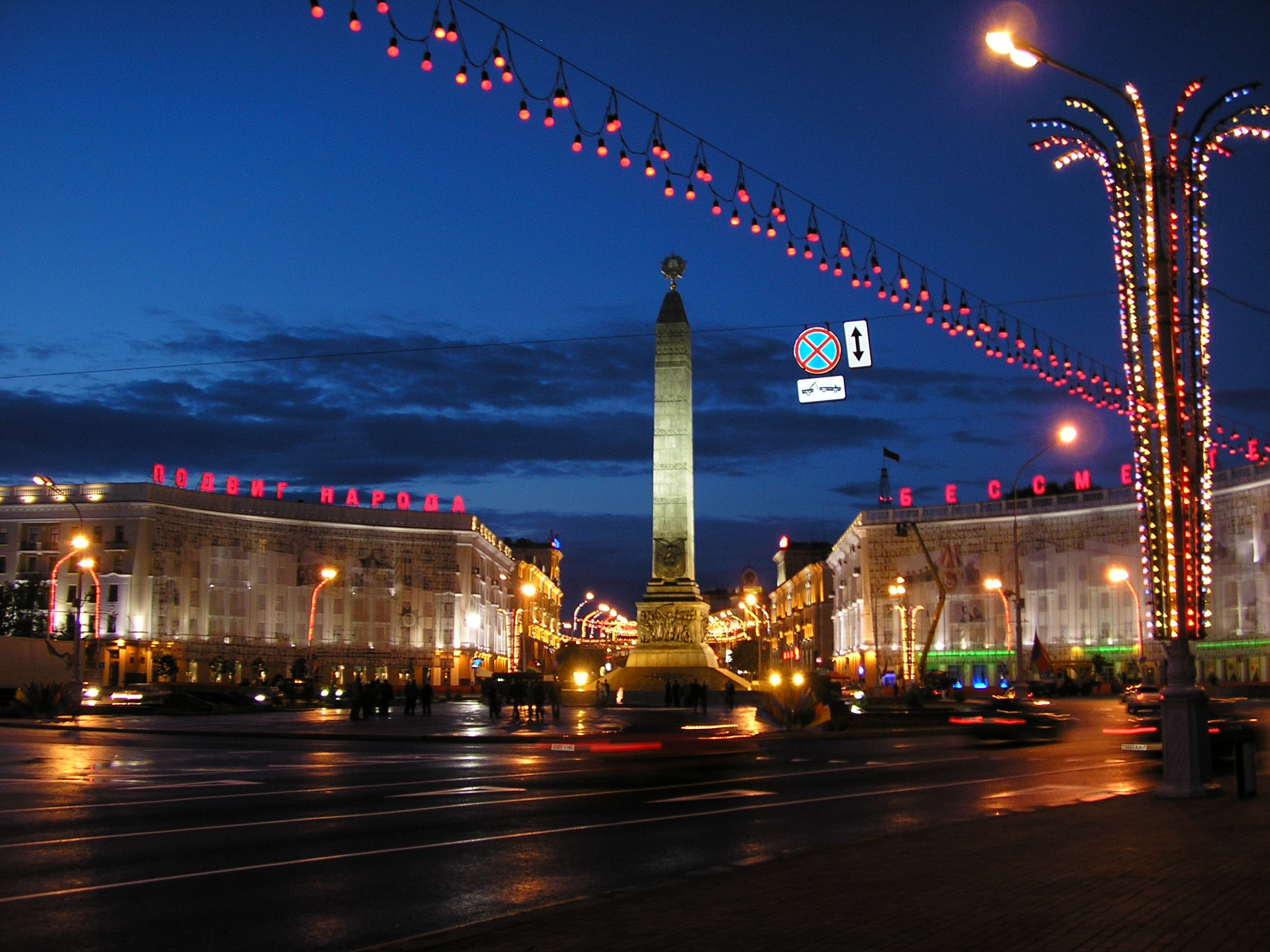
ساحة النصر في مينسك.

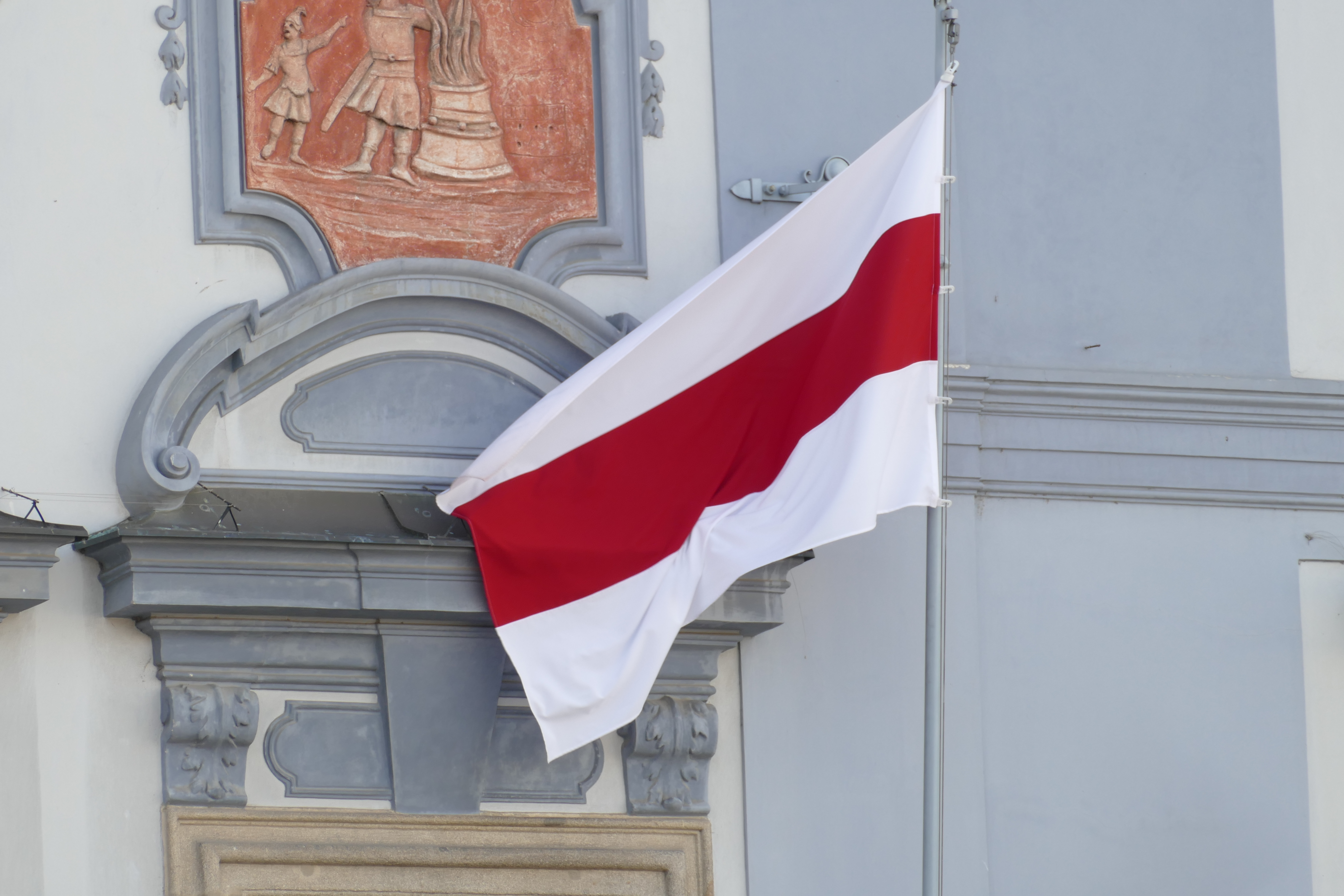
العلم الذي استخدمته المعارضة بين عامي 1991-1995

بلاروسيا جمهورية رئاسية يحكمها الرئيس والجمعية الوطنية. وفقًا لدستور عام 1994، يتم انتخاب الرئيس مرة واحدة كل خمس سنوات. ومع ذلك، بعد تصويت عام 1996 والذي كان محط جدل تغيرت مدة الرئاسة من خمس سنوات إلى سبع سنوات. الجمعية الوطنية هي برلمان من مجلسين هما مجلس النواب 110 عضوًا ومجلس الجمهورية 64 عضوًا.
يمتلك مجلس النواب سلطة تعيين رئيس الوزراء وتمرير التعديلات الدستورية والدعوة للتصويت على الثقة في رئيس الوزراء وتقديم اقتراحات بشأن السياسة الخارجية والداخلية. يمتلك مجلس الجمهورية القدرة على تسمية مختلف المسؤولين الحكوميين وإجراء محاكمة إقالة الرئيس وقبول أو رفض مشاريع القوانين التي يجيزها مجلس النواب. يمتلك كلا المجلسان القدرة على الاعتراض على أي قرار يصدر عن المسؤولين المحليين إذا كان مخالفًا للدستور البلاروسي.
انتخب ألكسندر لوكاشينكو رئيسًا لروسيا البيضاء منذ عام 1994. تتضمن الحكومة مجلس الوزراء برئاسة رئيس الوزراء وخمسة من نواب رئيس الوزراء. لا يلزم في أعضاء في هذا المجلس أن يكونوا أعضاء في المجلس التشريعي بل يتم تعيينهم من قبل الرئيس. تتألف السلطة القضائية من المحكمة العليا ومحاكم متخصصة مثل المحكمة الدستورية، التي تتناول قضايا محددة تتعلق بالأحكام الدستورية والقانون التجاري. يعين قضاة المحاكم الوطنية من قبل الرئيس ويتم تأكيد التعيين من جانب مجلس الجمهورية. من النواحي الجنائية، فإن أعلى محكمة استئناف هي المحكمة العليا. يحظر الدستور البلاروسي استخدام محاكم خاصة خارج نطاق القضاء.
في عام 2007، لم ينتم 98 من أصل 110 من أعضاء مجلس النواب إلى أي حزب سياسي وأما الأعضاء 12 المتبقون فثمانية منهم ينتمون إلى الحزب الشيوعي في بلاروسيا وثلاثة إلى الحزب الزراعي البلاروسي ومقعد وحيد إلى الحزب الليبرالي الديموقراطي البيلاروسي. ينتمي معظم المستقلون إلى طيف واسع من المنظمات الاجتماعية مثل التعاونيات العمالية والجمعيات العامة ومنظمات المجتمع المدني.
لم يحصل أي من الأحزاب الموالية للوكاشينكو مثل الحزب البلاروسي الرياضي الاشتراكي والحزب الجمهوري للعدالة والعمل أو التحالف الشعبي زائد 5 من أحزاب المعارضة مثل الجبهة الشعبية البلاروسية والحزب المدني البيلاروسي المتحد على أية مقاعد في انتخابات عام 2004. أعلنت مجموعات مثل منظمة الأمن والتعاون في أوروبا أن الانتخابات «غير حرة» بسبب نتائج أحزاب المعارضة الضعيفة وتحيز وسائل الإعلام لصالح الحكومة.
في الانتخابات الرئاسية عام 2006، واجه لوكاشينكو في الانتخابات مرشحًا موحدًا للمعارضة ألكسندر ميلينكيفيتش، بالإضافة إلى ألكسندر كازولين عن الاشتراكيين الديموقراطيين. اعتقل كازولين وتعرض للضرب على أيدي الشرطة خلال احتجاجات أحاطت بمقر جمعية كل الشعب البيلاروسي. فاز لوكاشينكو في الانتخابات بنسبة 80% من الأصوات، لكن منظمة الأمن والتعاون الأوروبية وغيرها من المنظمات وصفت الانتخابات بأنها غير عادلة.
وصف لوكاشينكو نفسه بأنه يمارس «أسلوب حكم استبدادي»  بينما وصفت دول غربية روسيا البيضاء تحت حكم لوكاشينكو بأنها دكتاتورية، أما الحكومة فاتهمت القوى الغربية نفسها بأنها تحاول الإطاحة بالرئيس لوكاشينكو. علق مجلس أوروبا عضوية بلاروسيا منذ عام 1997 بسبب التصويت غير الديمقراطي وارتكاب مخالفات انتخابية في استفتاء نوفمبر 1996 الدستوري وانتخابات مجلس النواب. تعرضت حكومة روسيا البيضاء أيضًا للانتقادات بسبب حقوق الإنسان والإجراءات التي تتخذها ضد المنظمات غير الحكومية والصحفيين المستقلين والأقليات القومية والسياسيين المعارضين.
روسيا البيضاء هي الدولة الوحيدة في أوروبا التي تحتفظ بعقوبة الإعدام على جرائم معينة في أوقات السلم والحرب. كما قام لوكاشينكو في عام 2004 بتعديل الدستور برفع سقف الدورتين الرئاسيتين. دعا لوكاشينكو في عام 1996 لتصويت مثير للجدل لتمديد الولاية الرئاسية من خمس سنوات إلى سبع سنوات وصوت الناخبون لصالحه. في شهادة أمام لجنة مجلس الشيوخ الأمريكي للعلاقات الخارجية صنفت وزيرة الخارجية الأمريكية السابقة كوندوليزا رايس على أنها من بين الدول بؤر الطغيان الست. بينما ردت الحكومة البلاروسية بالقول أن «التقييم بعيد تماماً عن الواقع.» 
بعد انتخابات ديسمبر 2010، انتخب لوكاشينكو لمرة رابعة على التوالي بنسبة تقارب 80% من أصوات الناخبين. أما مرشح المعارضة أندري سانيكوف فقد حصد أقل من 3% من الأصوات، كما انتقدت نتائج الانتاخابات لكونها مزورة وفقًا لمراقبين مستقلين. عندما تظاهر أنصار المعارضة في مينسك، تعرض العديدون منهم للضرب والسجن على يد مليشيات الدولة بمن فيهم المرشحون المهزومون في سباق الرئاسة. حكم على العديد من المتظاهرين بمن فيهم سانيكوف بالسجن لأربع سنوات أو بالإقامة الجبرية. بعد ستة أشهر، بدأ ناشطون عبر مواقع التواصل الاجتماعي حملة جديدة من المظاهرات، غالبًا عبر مظاهرات صامتة مصفقة في منسك والمدن الأخرى في البلاد، في خضم أزمة اقتصادية غير مسبوقة.

### العلاقات الخارجية

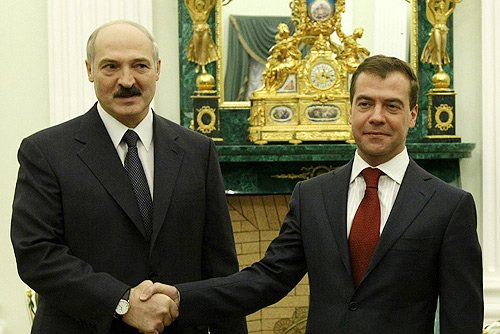
ألكسندر لوكاشينكو (يسار) مصافحًا ديمتري ميدفيديف رئيس روسيا سابق.

تربط كلًا من روسيا البيضاء وروسيا علاقات تجارية وثيقة كما أن البلدين حليفان دبلوماسيان منذ تفكك الاتحاد السوفيتي. تعتمد روسيا البيضاء على روسيا في استيراد المواد الخام كما أنها سوق لصادراتها. اتحاد روسيا وروسيا البيضاء هو اتحاد كونفدرالي فوق وطني تأسس نتيجة مجموعة من المعاهدات بين عامي 1996-1999 والتي دعت للوحدة النقدية والحقوق المتساوية وتوحيد الجنسية والسياسة الخارجية والدفاع. على الرغم من أن مستقبل الاتحاد موضع شك بسبب التأخير البيلاروسي المتكرر لتفعيل الوحدة النقدية وعدم وجود موعد للاستفتاء على مسودة الدستور والنزاع حول تجارة النفط في عامي 2006-2007.
يوم 11 ديسمبر 2007، ظهرت تقارير تشير إلى مباحثات تشكل إطارًا لدولة جديدة بين البلدين. في 27 مايو 2008، قال الرئيس البيلاروسي لوكاشينكو أنه عين رئيس الوزراء الروسي فلاديمير بوتين رئيسًا لوزراء تحالف روسيا وروسيا البيضاء. لم يتضح معنى هذه الخطورة على الفور، لكن هناك تكهنات بأن بوتين قد يصبح رئيسًا للدولة الموحدة بعد تنحيه عن رئاسة روسيا مايو 2008، رغم أن هذا الأمر لم يحدث.
روسيا البيضاء عضو مؤسس في رابطة الدول المستقلة إلا أن أعضاء آخرين في رابطة الدول المستقلة مؤخرًا شككوا في مدى فعالية المنظمة. تقيم روسيا البيضاء اتفاقات تجارية مع العديد من الدول الأعضاء في الاتحاد الأوروبي (على الرغم من حظر الدول الأعضاء الأخرى على سفر لوكاشينكو وكبار المسؤولين)،  كذلك مع جيرانها ليتوانيا وبولندا ولاتفيا (وجميعهم أعضاء في الاتحاد الأوروبي). رفع حظر السفر من قبل الاتحاد الأوروبي في الماضي ليس فقط للسماح للوكاشينكو بحضور اجتماعات دبلوماسية ولكن أيضًا باعتبارها وسيلة لإشراك كل من الحكومة وجماعات المعارضة في الحوار.
توترت العلاقات الثنائية مع الولايات المتحدة بسبب دعم وزارة الخارجية الأميركية لمنظمات غير حكومية مناهضة للوكاشينكو ولأن الحكومة البيلاروسية جعلت من الصعب على المنظمات التي مقرها الولايات المتحدة من العمل داخل البلاد. في عام 2004 أقرت الولايات المتحدة قانون ديمقراطية روسيا البيضاء، وهو ما يجيز للولايات المتحدة تمويل ما تعتبرها منظمات غير حكومية مؤيدة للديمقراطية في روسيا البيضاء ومنع منح القروض إلى الحكومة البيلاروسية إلا لأغراض إنسانية. على الرغم من هذا، تتعاون الدولتان في حماية الملكية الفكرية ومنع الاتجار بالبشر والجرائم التقنية والإغاثة في حالات الكوارث.
يزداد التعاون بين روسيا البيضاء والصين  الذي عززته الزيارة التي قام بها الرئيس لوكاشينكو إلى الصين في أكتوبر عام 2005. تربط روسيا البيضاء علاقات قوية بسوريا  التي يعتبرها الرئيس لوكاشينكو شريكًا رئيسيًا في الشرق الأوسط. بالإضافة إلى رابطة الدول المستقلة، روسيا البيضاء عضو في الجمعية الاقتصادية الأوروبية الآسيوية ومنظمة معاهدة الأمن الجماعي. روسيا البيضاء عضو في حركة عدم الانحياز الدولية منذ عام 1998،  وعضو في الأمم المتحدة منذ تأسيسها عام 1945. بيلاروسيا أيضًا عضو في منظمة الأمن والتعاون الأوروبية. وبوصفها دولة مشاركة منظمة الأمن والتعاون، تخضع التزامات بيلاروسيا الدولية للمراقبة في إطار ولاية لجنة هلسنكي.

### القوات المسلحة
تضم القوات المسلحة في بيلاروسيا ثلاثة فروع هي الجيش والقوات الجوية وموظفي مقر أركان وزارة الدفاع. الكولونيل الجنرال ليونيد مالتسيف يترأس وزارة الدفاع  وألكسندر لوكاشينكو (بوصفه الرئيس) بمثابة القائد العام. تشكلت القوات المسلحة في عام 1992 باستخدام أجزاء من القوات المسلحة السوفيتية السابقة على أراضي الجمهورية الجديدة. تحويل قوات الاتحاد السوفيتي السابق إلى القوات المسلحة البيلاروسية، والذي اكتمل في عام 1997، أدى إلى خفض عدد الجنود بمقدار 30,000 وإعادة هيكلة القيادة والتشكيلات العسكرية.
معظم أفراد الخدمة العسكرية في بيلاروسيا من المجندين، الذين يخدمون لمدة 12 شهرًا إذا كانوا حاصلين على درجة من التعليم العالي أو 18 شهرًا دونها. مع ذلك، أدى التراجع السكاني في بيلاروسيا في سن التجنيد إلى زيادة أهمية الجنود المتعاقدين الذين بلغ عددهم 12,000 ابتداء من عام 2001. في عام 2005، خصص نحو 1.4% من الناتج المحلي في بيلاروسيا للنفقات العسكرية. لم تعرب روسيا البيضاء أبدًا عن رغبتها بالانضمام إلى منظمة حلف شمال الأطلسي لكنها شاركت في برنامج الشراكة الفردية منذ عام 1997،  كما أنها تسمح بالتزود بالوقود والدعم الجوي لمهمة ايساف في أفغانستان. بدأت روسيا البيضاء التعاون مع حلف شمال الأطلسي عبر توقيع اتفاقيات المشاركة في برنامج الشراكة من أجل السلام في عام 1995.

## التقسيمات الإدارية
تقسم بلاروسيا إلى ستة مناطق أو (أوبلاستات) (بالبيلاروسية: вобласць؛ بالروسية: область)، تدعى وفقًا لأسماء عواصمها الإدارية: بريست، غوميل، غرودنو، موغيليف، مينسك، وفيتيبسك، ولكل منطقة سلطة تشريعية محلية تدعى أوبلسوفيت (مجلس أوبلاست) (البيلاروسية: абласны Савет Дэпутатаў؛ الروسية: Областной Совет депутатов)، ويتم تعيين رئيسها من قبل الرئيس، تنقسم المناطق أيضًا إلى 118 رايون، تُترجم عادةً إلى مقاطعات (البيلاروسية: раён؛ الروسية: район). لكل رايون سلطته التشريعية الخاصة، أو مجلس رايون، (البيلاروسية: раённы Савет Дэпутатаў؛ الروسية: районный Совет депутатов) ينتخب من قبل سكانها، وسلطة تنفيذية أو إدارة رايون تعينها السلطات التنفيذية للإقليم، تنقسم مدينة مينسك إلى تسع مناطق وتتمتع بوضع خاص كعاصمة البلاد على نفس المستوى الإداري للأقاليم. وتديرها لجنة تنفيذية وقد مُنحت ميثاق الحكم الذاتي.
كما هو الحال مع الأوبلاست، كل رايون له سلطته التشريعية الخاصة (رايسوفيت أو مجلس رايون) ينتخبه سكانه، وسلطة تنفيذية (إدارة رايون) المعينة من قبل السلطات التنفيذية العليا. في عام 2002، توجد ستة أوبلاستات و118 رايون و102 بلدة و108 مستوطنة حضرية. تقسم مدينة مينسك ذاتها إلى تسع مقاطعات وتعطى وضعًا خاصًا، ويرجع ذلك لكون المدينة عاصمة البلاد. تدار المدينة من قبل لجنة تنفيذية ومنحت ميثاقا للحكم الذاتي من جانب الحكومة الوطنية.

أوبلاستات بيلاروسيا

الأوبلاستات (مع المراكز الإدارية):
1. مدينة مينسك (منطقة إدارية خاصة)
2. بريست أوبلاست (بريست)
3. غومل أوبلاست (غومل)
4. غرودنو أوبلاست (غرودنو)
5. موغيليوف أوبلاست (موغيلوف)
6. مينسك أوبلاست (مينسك)
7. فيتسبك أوبلاست (فيتيبسك)

## الجغرافيا

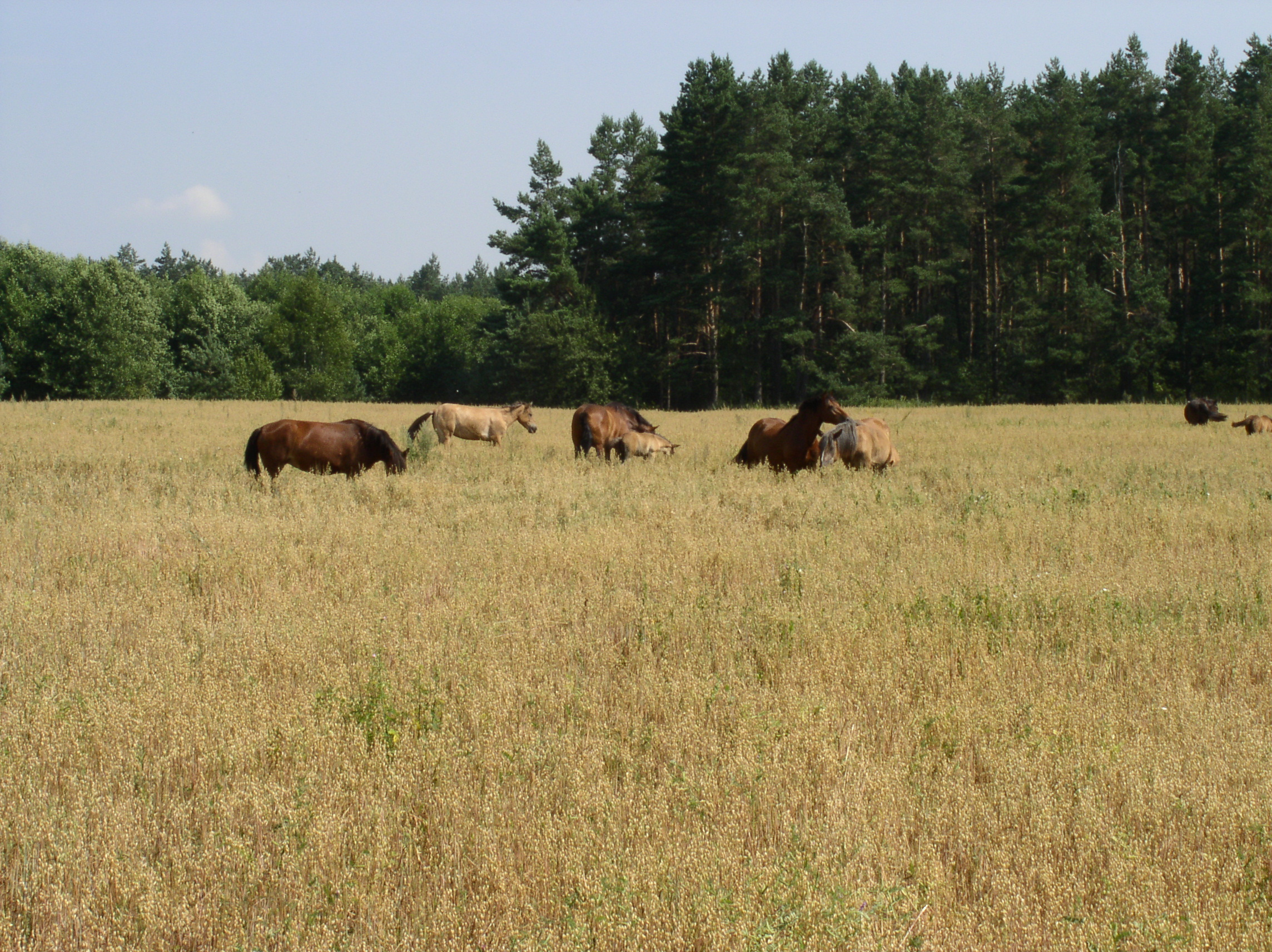
خيول ترعى في أوبلاست مينسك

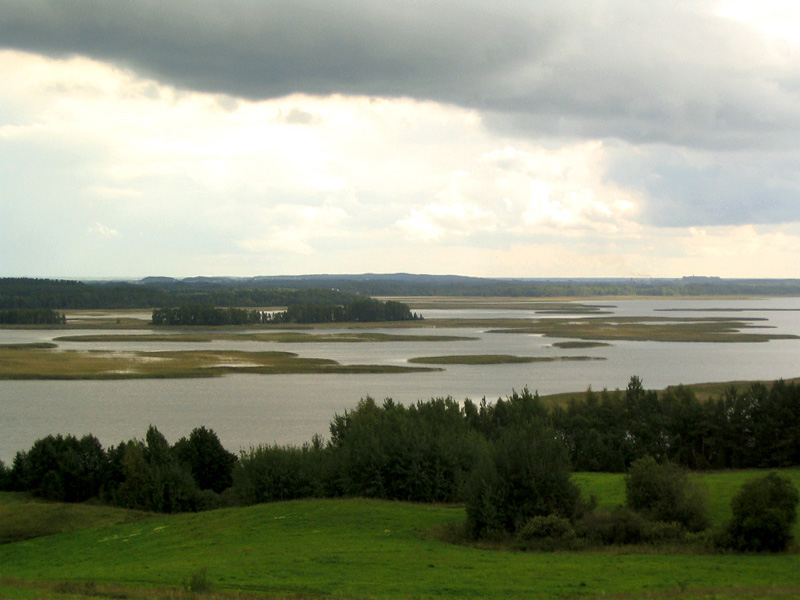
بحيرة ستروستا في أوبلاست فيتسيبسك

بيلاروسيا دولة غير ساحلية مستوية نسبيًا وتحتوي على مساحات واسعة من أراضي المستنقعات. وفقًا لتقديرات عام 2005 من قبل الأمم المتحدة فإن 40% من أراضي بيلاروسيا تغطيها الغابات. توجد العديد من الأنهار الصغيرة وما يقرب من 11,000 بحيرة في البلاد. يمر في البلاد ثلاثة أنهار رئيسية: نيمان وبريبيات ودنيبر. يتدفق نيمان غربًا نحو بحر البلطيق وبريبيات شرقًا إلى دنيبر، ودنيبر جنوبًا نحو البحر الأسود.
أعلى نقطة في روسيا البيضاء هي تلة دزيارجينسك (دزيارجينسكايا هارا) بارتفاع 345 م بينما أدنى مستوى عند نهر نيمان 90 م. متوسط ارتفاع بيلاروسيا 160 م عن مستوى سطح البحر. يتراوح المناخ ما بين الشتاء القاسي مع وسطي درجات الحرارة في يناير عند -6 درجات، ومعتدلة رطبة في الصيف مع متوسط درجة حرارة 18 درجة مئوية. تمتلك بيلاروسيا معدل هطول أمطار سنوي 550-700 مم. تعيش البلاد تحولًا سنويًا من المناخ القاري إلى المناخ المحيطي.
تشمل موارد بيلاروسيا الطبيعية ترسبات الجفت (مواد طبيعية متحللة) وكميات ضئيلة من النفط والغاز الطبيعي والجرانيت والدولوميت (الحجر الجيري) والأحجار الكلسية والطباشير والرمل والحصى والطين. حوالي 70% من الإشعاع الذي نجم عن كارثة تشيرنوبل النووية في أوكرانيا عام 1986 وصل أراضي بيلاروسيا، وفي عام 2005، كانت نحو خمس الأراضي البيلاروسية (الأراضي الزراعية والغابات بصورة رئيسية في المقاطعات الجنوبية الشرقية) لا تزال متأثرة بالإشعاعات النووية. هدفت الأمم المتحدة والوكالات الأخرى لخفض مستوى الإشعاع في المناطق المتضررة، ولا سيما عن طريق استخدام أربطة السيزيوم وزراعة بذور اللفت والتي تهدف إلى خفض مستويات التربة من السيزيوم 137.
يحد بيلاروسيا لاتفيا من الشمال وليتوانيا من الشمال الغربي وبولندا إلى الغرب وروسيا في الشمال والشرق وأوكرانيا إلى الجنوب. رسمت المعاهدات في عام 1995 و1996 حدود بيلاروسيا مع لاتفيا وليتوانيا، ولكنها لم تتمكن من التصديق على معاهدة 1997 حول الحدود مع أوكرانيا. انتهت بيلاروسيا وليتوانيا من وثائق ترسيم الحدود النهائية في فبراير 2007.

## الاقتصاد

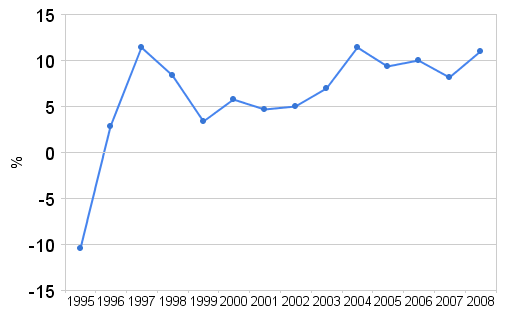
نمو الناتج المحلي الاجمالي من عام 1995 مقدرًا حتى 2008

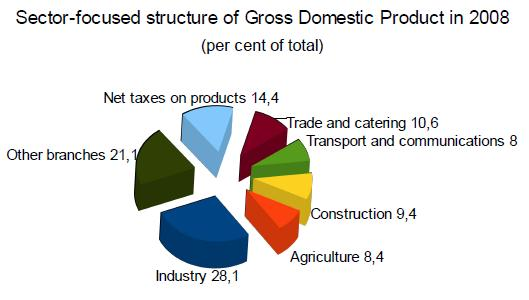
قطاعات الاقتصاد البلاروسي

لا يزال معظم الاقتصاد البلاروسي تحت سيطرة الدولة، ويوصف على أنه وفق «النمط السوفيتي». بالتالي، يعمل 51.2% من البيلاروسيين في شركات تسيطر عليها الدولة ويعمل 47.4% في الشركات البلاروسية الخاصة (منها 5.7% مملوكة جزئيًا للأجانب) و1.4% يعملون في شركات أجنبية. تعتمد البلاد على الواردات مثل النفط من روسيا. تشمل المنتجات الزراعية الهامة البطاطس ومنتجات المواشي بما في ذلك اللحوم. في عام 1994، أكبر صادرات بلاروسيا هي الآلات الثقيلة (خاصة الجرارات) والمنتجات الزراعية ومنتجات الطاقة.
تشمل الفروع الصناعية الهامة تاريخيًا المنسوجات ومعالجة الأخشاب. منذ حل الاتحاد السوفيتي عام 1991، عُدّت بلاروسيا واحدة من أكثر دول العالم تقدمًا صناعيًا وفقًا للنسبة المئوية من الناتج المحلي الإجمالي إضافة لكونها أغنى بلدان رابطة الدول المستقلة. انضمت بلاروسيا من الناحية الاقتصادية إلى رابطة الدول المستقلة والمجموعة الاقتصادية الأوروبية الآسيوية والاتحاد مع روسيا.
خلال تسعينات القرن العشرين، انخفض الإنتاج الصناعي بسبب تراجع المدخلات المستوردة وفي الاستثمار وفي الطلب على الصادرات من قبل الشركاء التجاريين التقليديين.; استغرق الأمر حتى عام 1996 لينهض الناتج المحلي الإجمالي من جديد؛ تزامن هذا الارتفاع مع نية الحكومة بذل المزيد من الناتج المحلي الإجمالي على الرعاية الاجتماعية والدعم الحكومي. كان الناتج المحلي الإجمالي لعام 2006 نحو 83.1 مليار دولار في تعادل القوة الشرائية أو حوالي 8100$ للفرد الواحد. في عام 2005 نما الناتج المحلي الإجمالي بنحو 9.9%، مع متوسط معدل التضخم بنحو 9.5%.
أكبر شركاء بلاروسيا التجاريين هي روسيا ممثلة لما يقرب من نصف إجمالي التجارة في عام 2006. اعتبارًا من عام 2006، أصبح الاتحاد الأوروبي ثاني أكبر شريك تجاري لبلاروسيا بما يعادل ثلث التجارة الخارجية. بسبب عدم حماية بلاروسيا لحقوق العمال، فقدت البلاد مكانتها في نظام الأفضليات المعمم للاتحاد الأوروبي في 21 يونيو 2007، والذي رفع مستويات تعريفة الأسعار إلى ما قبل الوضعية التفضيلية. تقدمت بلاروسيا بطلب الانضمام إلى منظمة التجارة العالمية في عام 1993.

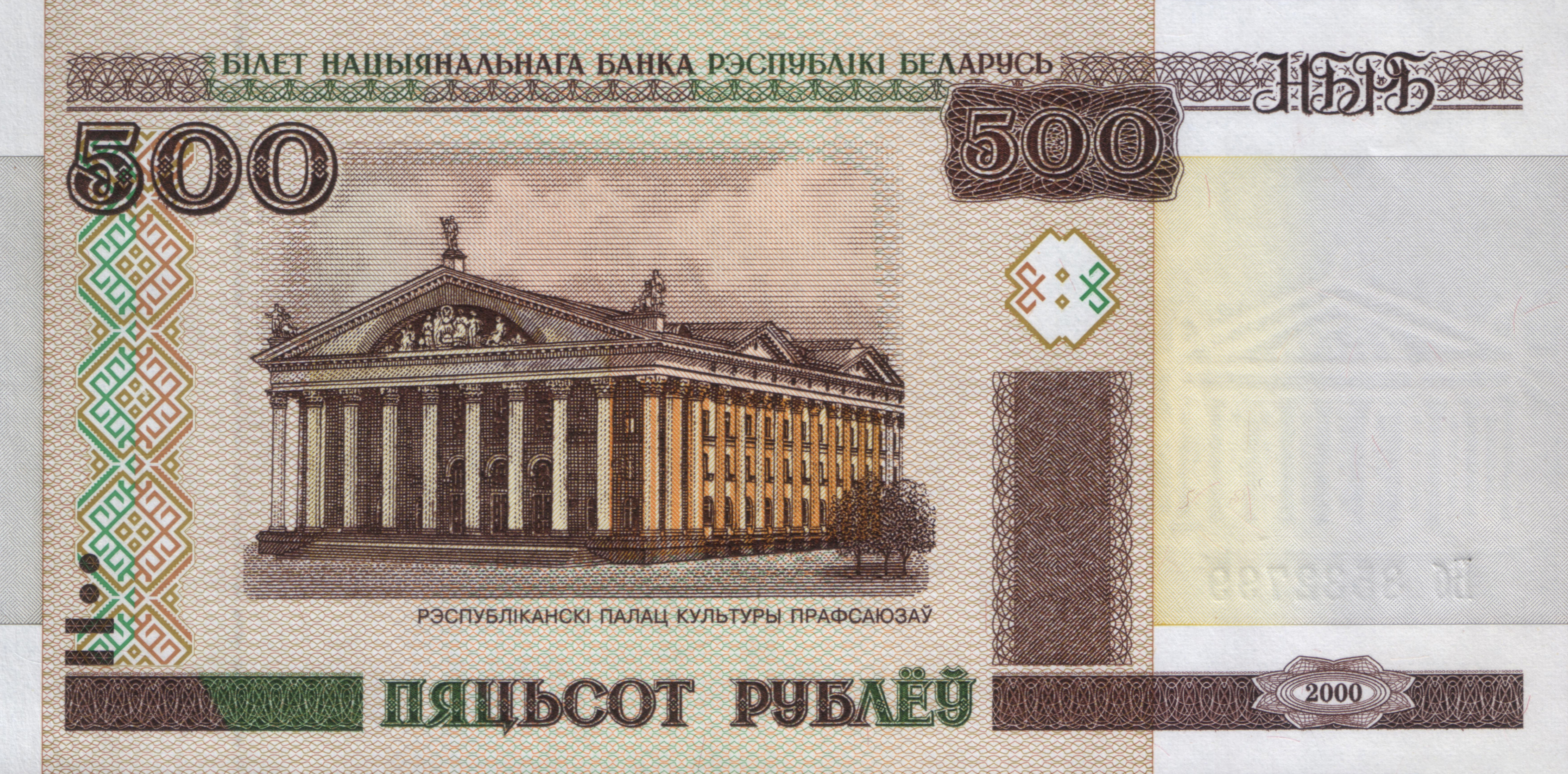
500 روبل بلاروسي (BYB/BYR)، العملة الوطنية للبلاد

تشكل القوة العاملة في البلاد أكثر من أربعة ملايين شخص، حيث النساء يشغلن وظائف أكثر قليلًا من الرجال. في عام 2005، اشتغل ما يقرب من ربع السكان في المصانع الصناعية. كما أن معدل التوظيف مرتفع أيضًا في مجالات الزراعة والمبيعات الصناعية وتجارة السلع والتعليم. معدل البطالة وفقًا لإحصاءات الحكومة البلاروسية نحو 1.5% في عام 2005. بلغ عدد العاطلين عن العمل 679,000 منهم نحو الثلثين من النساء. يتناقص معدل البطالة منذ عام 2003، والمعدل العام هو الأعلى منذ جمعت أولى البيانات في عام 1995.
عملة بلاروسيا هي الروبل البلاروسي (BYR). تم استحداث العملة في مايو 1992، لتحل محل الروبل السوفيتي. أعيد استحداث الروبل بقيم جديدة في عام 2000 وما يزال يستخدم منذ ذلك الحين. كجزء من الاتحاد الروسي البلاروسي، ناقشت كلا الدولتان استخدام عملة موحدة على غرار اليورو. أدى هذا إلى اقتراح إلغاء الروبل البلاروسي لصالح الروبل الروسي (RUB) مع بداية عام 2008. اعتبارًا من أغسطس 2007، لم يعد البنك الوطني البلاروسي يربط الروبل البلاروسي بالروبل الروسي. يتألف النظام المصرفي لبلاروسيا من 30 بنكًا مملوكًا للدولة وبنكًا واحدًا مخصخصًا.
حلّت بيلاروسيا في المرتبة 80 في مؤشر الابتكار العالمي عام 2023، وتراجعت للمركز 85 في مؤشر عام 2024.

## الديموغرافيا
تشكل العرقية البلاروسية 81.2% من سكان روسيا البيضاء ككل. تتلوها العرقية الروسية (11.4%) والبولنديون (3.9%) والأوكرانيون (2.4%). في روسيا البيضاء لغتان رسميتان هما الروسية والبلاروسية؛ اللغة الروسية هي اللغة الرئيسية ويستخدمها 72% من السكان في حين أن البيلاروسية هي اللغة الرسمية الثانية ولا تستخدم إلا بنسبة 19.2%. تتكلم الأقليات أيضًا البولندية والأوكرانية واليديشية الشرقية.
تبلغ الكثافة السكانية في روسيا البيضاء حوالي 50 نسمة للكيلومتر المربع الواحد. يتركز 71.7% من مجموع سكانها في المناطق الحضرية. مينسك، عاصمة البلاد وأكبر المدن، يقطنها 1,741,400 نسمة من أصل 9,724,700 عدد السكان الكلي. غوميل بتعداد 481,000 نسمة، وهي ثاني أكبر مدينة وعاصمة أوبلاست غومل. المدن الكبيرة الأخرى هي موغيلوف (365,100) وفيتيبسك (342,400) وغرودنو (314,800) وبريست (298,300).
مثلها كالعديد من البلدان الأوروبية الأخرى، تعاني بلاروسيا من معدل نمو سكاني سلبي ومعدل نمو طبيعي سلبي. في عام 2007، انخفض عدد السكان في روسيا البيضاء بنسبة 0.41% ومعدل الخصوبة 1.22، أقل بكثير من معدل التعويض. معدل صافي الهجرة هو +0.38 من كل 1000، دليلًا على أن روسيا البيضاء تعاني من هجرة خارج البلاد أكثر من الهجرة إلى البلاد. في عام 2007، 69.7% من سكان بلاروسيا تتراوح أعمارهم بين 14-64 و16% دون سن 14 عامًا و14.6% بعمر 65 سنة أو أكبر. كما أن تعداد السكان مشيخ: ففي حين أن متوسط العمر الحالي هو 37، فمن المقدر أن الوسطي المتوقع في عام 2050 سيكون بين 55 و65. يوجد حوالي 0.88 ذكر لكل أنثى في بلاروسيا. يبلغ مدى العمر المتوقع 68.7 سنة (63.0 سنة للذكور و74.9 سنة للإناث). أكثر من 99% من البيلاروسين يستطيعون القراءة والكتابة.

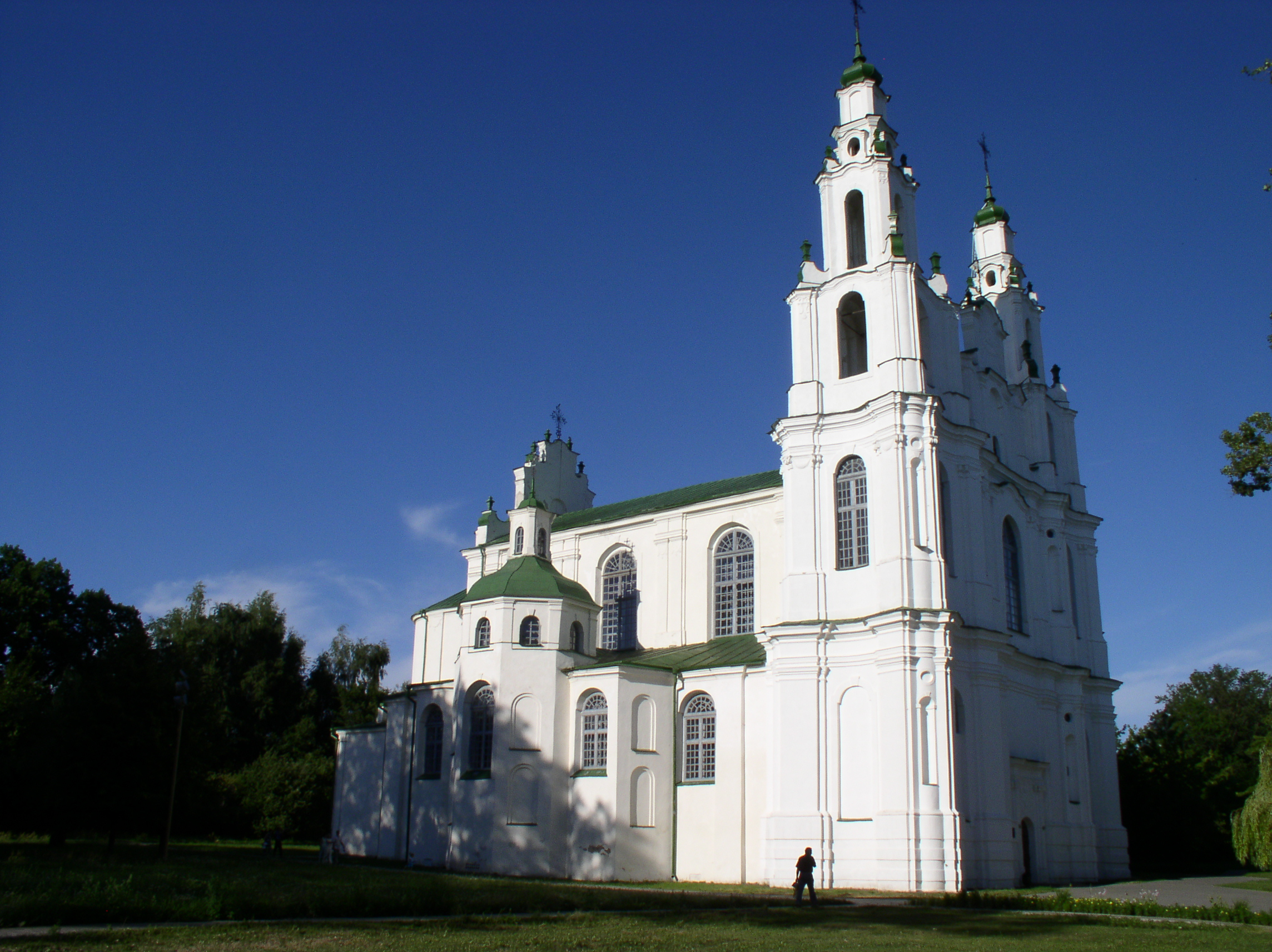
كاتدرائية القديسة صوفيا في بولوتسك

مالت بلاروسيا تاريخيًا لعدد من الأديان، غالبًا الأرثوذكسية والكاثوليكية (أغلبها في المناطق الغربية) وطوائف بروتستانتية مختلفة (وخاصة خلال فترة الوحدة مع السويد البروتستانتية). توجد أقلية معتبرة تعتنق اليهودية وأديان أخرى. تحول العديد من البلاروسيين إلى الكنيسة الأرثوذكسية الروسية بعد أن ضمتها روسيا بعد تقسيم الكومنويلث البولندي الليتواني. نتيجة لذلك، تملك الكنيسة الروسية الأرثوذكسية أكبر عدد من الأتباع.
تشكل الأقلية الكاثوليكية في بيلاروسيا 10% من سكان البلاد وهم من الروم الكاثوليك، يتركزون في الجزء الغربي من البلاد، وخصوصًا حول غرودنو، وتتكون من مزيج من البلاروسيين والأقليتين البولندية والليتوانية. بينما يتبع حوالي 1% الكنيسة الكاثوليكية اليونانية البلاروسية.
كانت بلاروسيا مركزًا رئيسيًا للتعداد اليهودي الأوروبي، حيث شكل اليهود 10% من السكان. لكن العدد تراجع بسبب الحرب والمجاعة والاحتلال الألماني لأقلية ضئيلة من حوالي 1% أو أقل. الهجرة من بلاروسيا البيضاء سبب آخر لتقلص عدد السكان اليهود. يصل عدد تتار ليبكا في البلاد إلى أكثر من 15,000 وهم من المسلمين. وفقًا للمادة 16 من الدستور، ليس لبلاروسيا دين رسمي. وفي حين تمنح حرية العبادةفي المادة نفسها، يمكن أن تحظر المنظمات الدينية التي تعتبر مسيئة للحكومة أو النظام الاجتماعي في البلاد.

## الثقافة

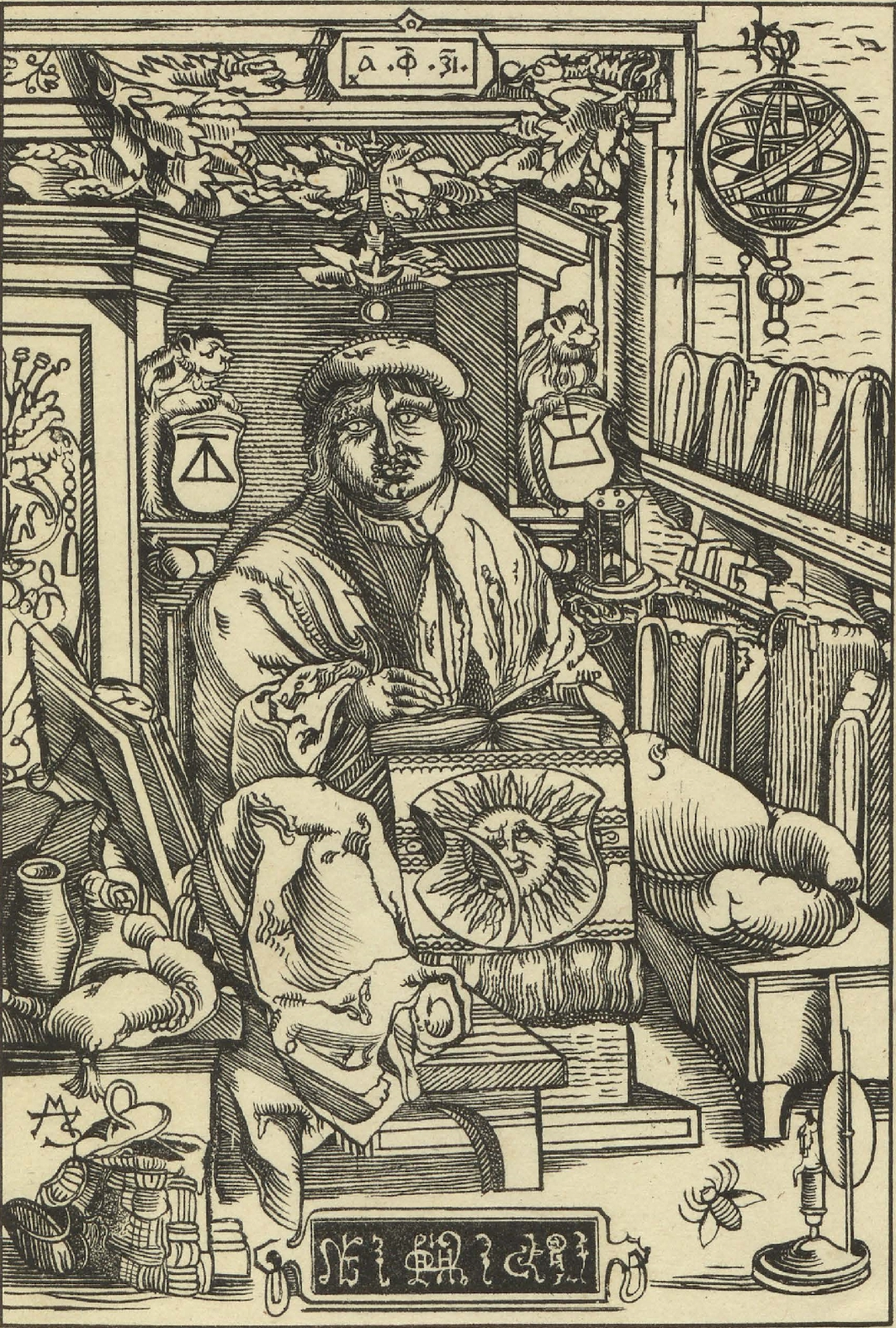
فرانسيسك سكارينا مطور اللغة البلاروسية، وأحد أوائل من طبعوا بالأبجدية الكريلية.

### الأدب
بدأ الأدب البيلاروسي مع الكتابات الدينية بين القرنين الحادي عشر والثالث عشر، يمثله شعر سيريل التورافي من القرن الثاني عشر. بحلول القرن السادس عشر، ترجم فرانسيسك سكارينا المقيم بولوتسك الكتاب المقدس إلى البلاروسية. نشر في براغ وفيلنيوس بين عامي 1517 و 1525 مما يجعله أول كتاب طبع في بيلاروسيا أو في أي مكان في أوروبا الشرقية. بدأت المرحلة الحديثة من الأدب البيلاروسي في أواخر القرن التاسع عشر. أحد أهمها هو يانكا كوبالا. كتب العديد من الكتاب البيلاروس البارزين في ذلك الوقت، مثل أولادزيمير زيلكا وكازيمير سفاياك وياكوب كولاس وجميتروك بيادولا ومكسيم هاريتسكي لصحيفة باللغة البلاروسية تدعى ناشا نيفا، نشرت في فيلنيوس.
بعد ضم بلاروسيا إلى الاتحاد السوفيتي، فإن الحكومة السوفيتية سيطرت على الشؤون الثقافية للجمهورية. وقع التطور الحر للأدب فقط في الأراضي تحت السيطرة البولندية حتى سيطر عليها السوفيت في عام 1939. نفي العديد من الشعراء والكتاب بعد الاحتلال النازي لبلاروسيا، ولم يعودوا حتى ستينات القرن العشرين. ظهرت آخر محاولات إحياء ماضي الأدب البيلاروسي في الستينيات من خلال روايات فاسيل بيكاف وأولادزيمير كاراتكييفيتش.

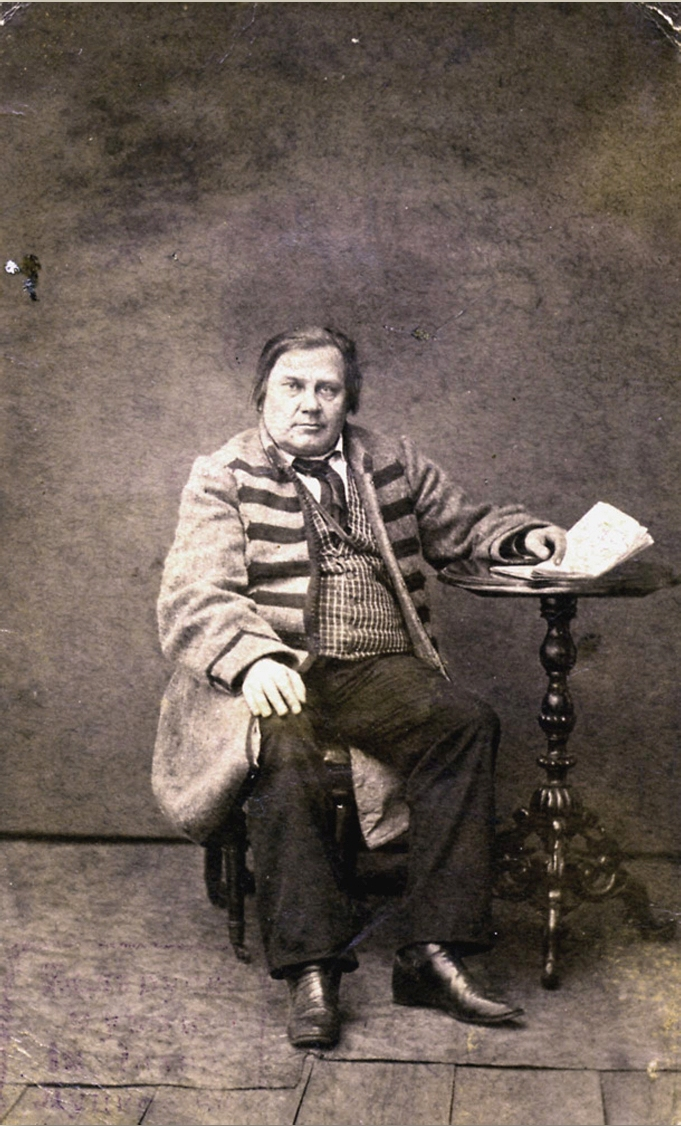
فينتسنت دونين- مارتسنكيفيتش.

### الموسيقى

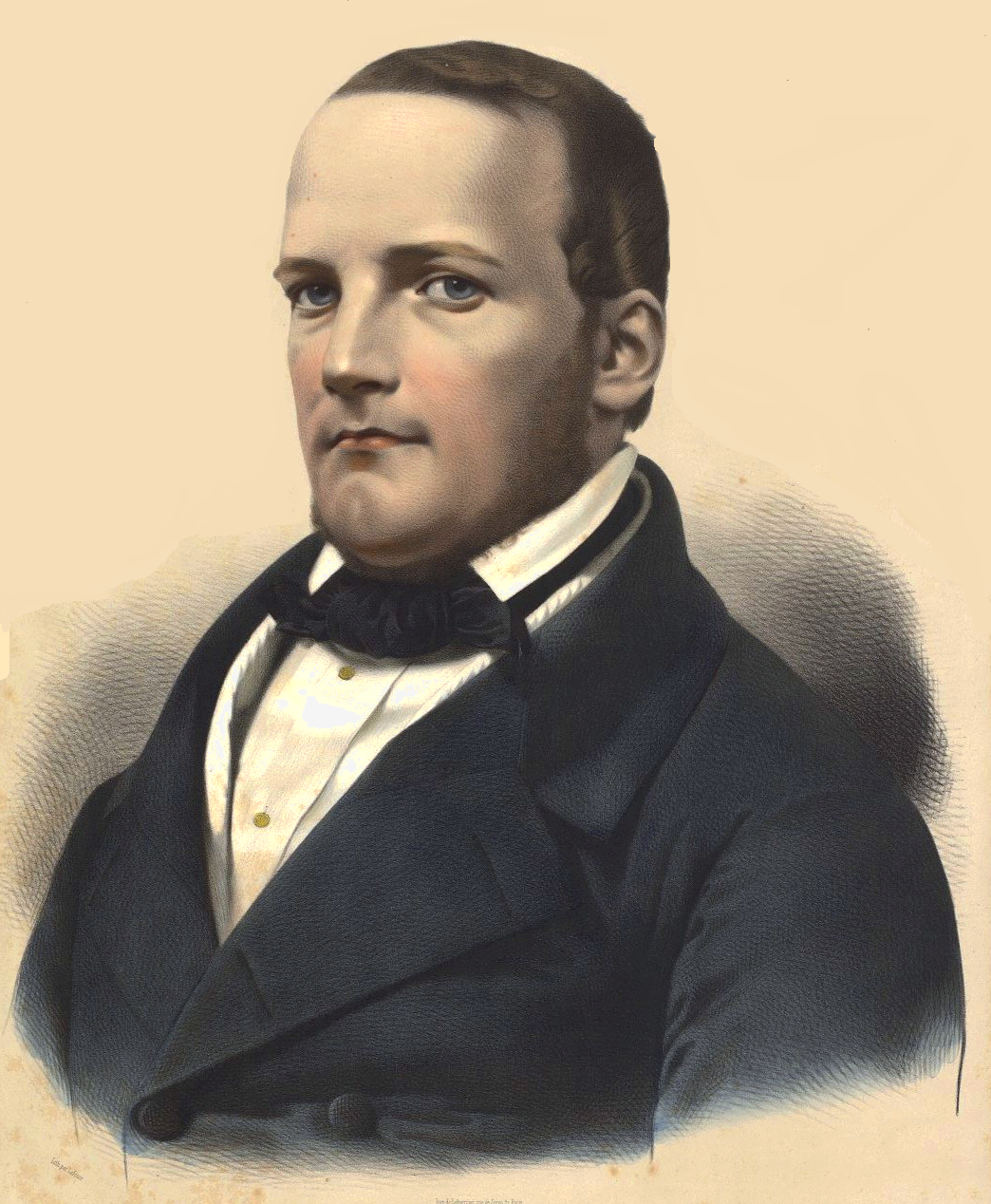
ستانيسلاف مونيوستشكو

في القرن السابع عشر، ألف الملحن البولندي ستانيسلاف مونيوستشكو أوبرا وقطعًا موسيقية خلال إقامته في مينسك. عمل كذلك مع الشاعر البلاروسي فينتسنت دونين- مارتسنكيفيتش وألف أوبرا سيالانكا (المرأة الفلاحة). في نهاية القرن التاسع عشر، شكلت المدن البلاروسية الكبرى الأوبرا الخاصة بها وشركات الباليه. ألف كروشنر الباليه العندليب خلال الحقبة السوفيتية، وأصبحت أول باليه بلاروسية تعرض في مسرح باليه بولشوي الأكاديمي الوطني في مينسك.
بعد الحرب الوطنية العظمى، تركزت الموسيقى على معاناة الشعب البلاروسي أو على أولئك الذين حملوا السلاح دفاعًا عن الوطن. خلال هذه الفترة، خدم بوغاتيريوف، مؤلف أوبرا في بولسيه الغابة العذراء، كموجه للملحنين البلاروس. منح المسرح الأكاديمي الوطني للباليه في مينسك جائزة بنوا دو لا دانس في عام 1996 لكونها أفضل شركة باليه في العالم. ازدادت شعبية موسيقى الروك في السنوات الأخيرة، رغم أن الحكومة البيلاروسية حاولت الحد من كمية الموسيقى الأجنبية التي تبثت على الراديو لصالح الموسيقى البلاروسية التقليدية. منذ عام 2004، أرسلت بلاروسيا فنانين لمسابقة الأغنية الأوروبية.

### الفعاليات
ترعى الحكومة البلاروسية مهرجانات ثقافية سنوية مثل بازار سلافيانسكي في فيتيبسك والذي يستقطب الفنانين والكتاب والموسيقيين والممثلين البلاروس. العطل الرسمية في الدولة عدة، مثل عيد الاستقلال وعيد النصر، حيث تجتذب الاحتفالات حشودًا كبيرة وغالبًا ما تشمل عروض الألعاب النارية والعروض العسكرية، وخاصة في فيتيبسك ومينسك. تشجع وزارة التمويل الثقافي الفنون والثقافة البلاروسية داخل وخارج البلاد.

### اللباس
ينبثق اللباس التقليدي البلاروسي فترة روس كييف. نظرًا للمناخ البارد فإن الملابس عادة ما تصنع من الصوف أو الكتان للحفاظ على دفء الجسم مزينة بأنماط مزخرفة متأثرة بالثقافات المجاورة: بولندا وليتوانيا ولاتفيا وروسيا ودول أوروبية أخرى. طورت كل منطقة من مناطق روسيا البيضاء أنماط تصاميم معينة. تستخدم حاليًا أنماط الزينة المستخدمة في بعض الثياب في أوقات سابقة لتزيين رافع راية العلم الوطني البيلاروسي، الذي اعتمد في استفتاء مثير للجدل في عام 1995.

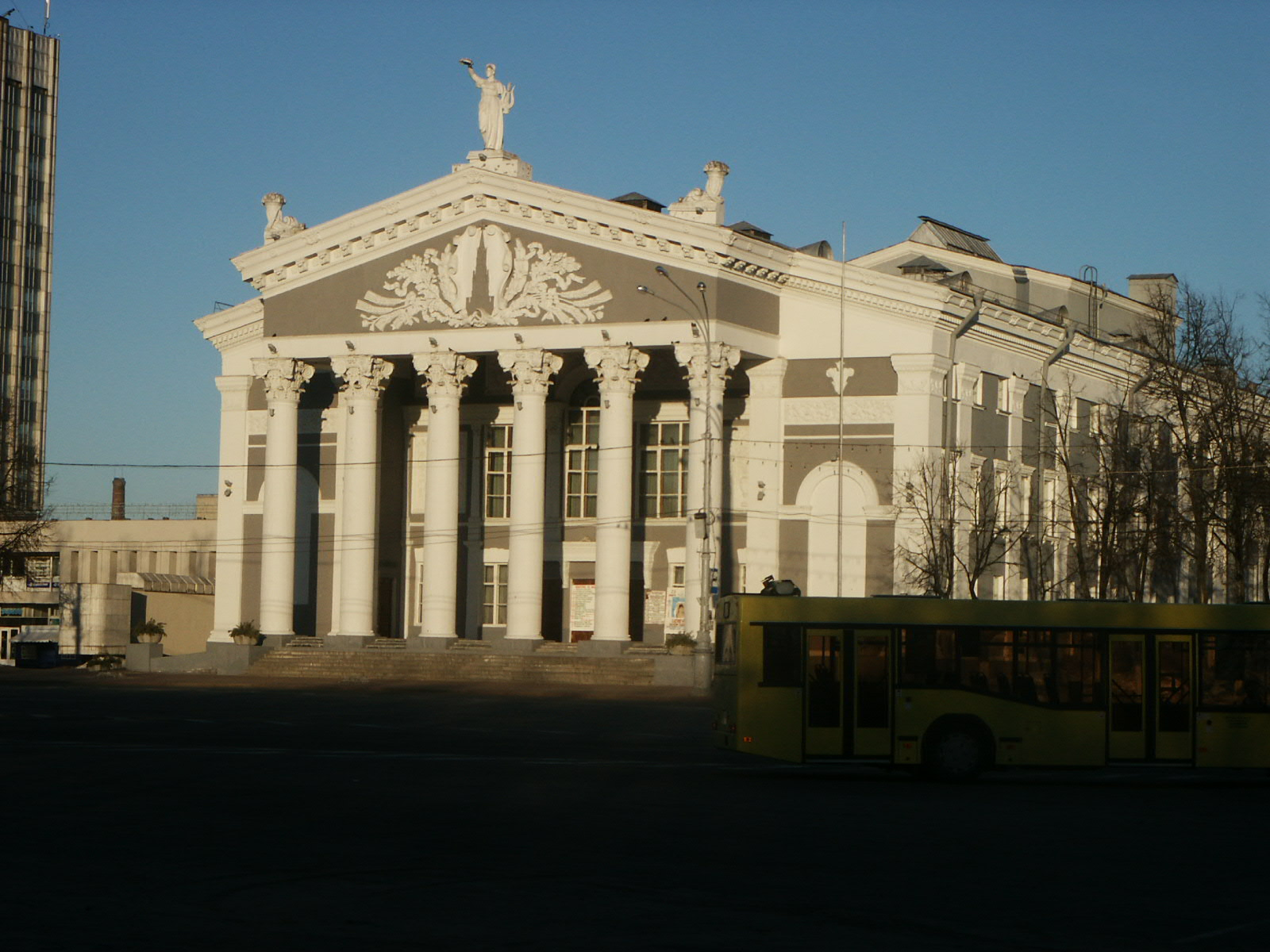
المسرح المحلي في غومل

### المطبخ
يتألف المطبخ البلاروسي أساسًا من الخضروات واللحوم (لحم الخنزير خاصة) والخبز. عادة ما تكون الأطعمة مطبوخة إما ببطء أو مطهية. البلاروسي النمطي يأكل وجبة فطور خفيفة جدًا ووجبتين كبيرتين مع كون العشاء أكبر وجبة في اليوم. يستهلك كل من خبز القمح والجاودار في روسيا البيضاء، لكن الجاودار أكثر وفرة بسبب الظروف القاسية للغاية فيما يخص زراعة القمح. لإظهار حسن الضيافة، يعرض المضيف تقليديا خبزًا وملحًا عند تحية الضيف أو الزائر. تشمل المشروبات الشعبية في بلاروسيا فودكا القمح وكفاس، وهو مشروب خفيف مصنوع من دقيق الجاودار أو الخبز الأسمر المخمر. يمكن أيضًا أن يضاف كفاس إلى قطع الخضار للحصول على حساء بارد يدعى أوركروشكا.

### المواقع الأثرية
تمتلك بلاروسيا أربعة مواقع ضمن التراث العالمي: مجمع قلعة مير وقلعة نسيفيتز وبيلوفيدزكايا بوشكا (مشتركة مع بولندا)، وقوس ستروف الجيوديسي (مشتركة مع تسع دول أخرى).

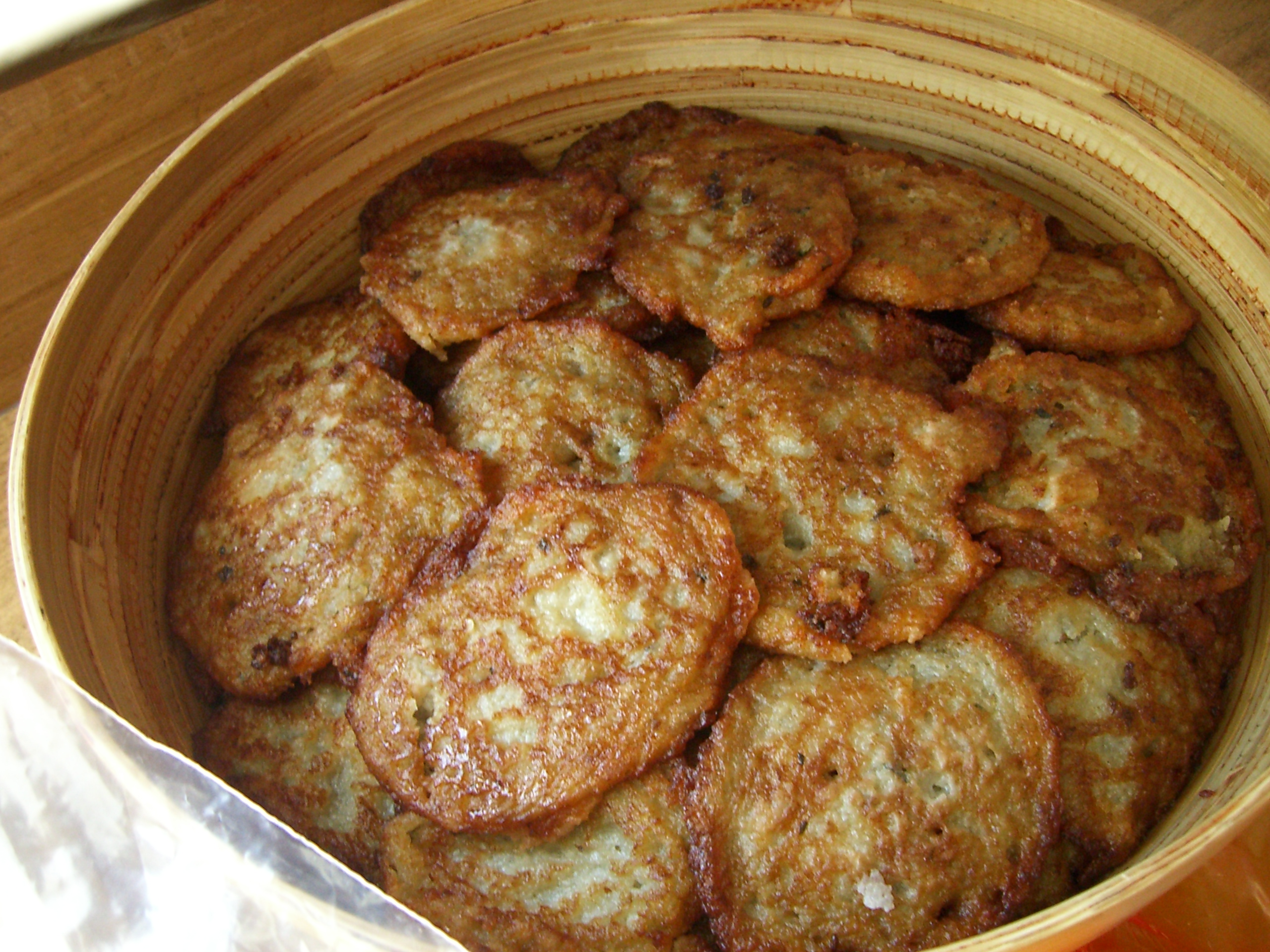
درانيكي

### الاتصالات
في عام 2008، كان هناك 3,718,000 خط هاتف أرضي مقارنة بـ 8,639,000 من خطوط الهاتف الخلوية في بلاروسيا. تدار معظم خطوط الهاتف من خلال بيلتيلكوم، وهي شركة مملوكة للدولة. حوالي ثلثي جميع خدمات الهاتف تعمل على النظم الرقمية وكثافة الهواتف الخلوية حوالي 90 هاتف لكل 100 شخص. هناك ما يقرب من 113,000 مزودًا للإنترنت في بلاروسيا في عام 2009 لتلبية احتياجات مستخدمي الإنترنت البالغين 3,107,000.
أكبر مجموعة وسائل إعلام في بلاروسيا هي الشركة الحكومية الوطنية للتلفزة والإذاعة. تدير هذه الشركة عدة محطات تلفزيونية محطات راديو إذاعية والتي تبث محليًا وعالميًا سواء من خلال الإشارات التقليدية أو الإنترنت. شبكة هيئة الإذاعة والتلفزيون هي إحدى أكبر محطات التلفزة المستقلة في بيلاروسيا، تبث في أغلب الأحيان إقليميًا. تطبع العديد من الصحف إما باللغة البلاروسية أو بالروسية، وتوفر إما معلومات عامة أو خاصة المحتوى، مثل الأعمال التجارية أو السياسة أو الرياضة. في عام 1998، كان هناك أقل من 100 محطة إذاعية في بيلاروسيا: 28 موجة AM و37 موجة FM و11 محطة على الموجة القصيرة.
تنظم جميع شركات وسائل الإعلام من قبل قانون الصحافة وغيرها من وسائل الإعلام الجماهيري، والذي صدر في 13 يناير 1995. يمنح هذا القانون حرية الصحافة، ومع ذلك، تنص المادة 5 على أنه لا يمكن القذف ضد رئيس بلاروسيا أو غيره من المسؤولين المبينين في الدستور الوطني. منذ ذلك الحين تنتقد حكومة بلاروسيا بتهمة العمل ضد وسائل الاعلام. استهدفت صحف مثل ناشا نيفا وبلاروسكايا ديلوفايا غازيتا وأغلقت من طرف السلطات بعد أن نشرت تقارير تنتقد الرئيس لوكاشينكو أو غيره من المسؤولين الحكوميين. منظمة الأمن والتعاون الأوروبية ودار الحرية انتقدا ضياع حرية الصحافة في بلاروسيا. في عام 2009، أعطت دار الحرية بلاروسيا رصيد 6.75 (غير حرة) عندما يتعلق الأمر في التعامل مع حرية الصحافة. ثمة قضية أخرى تتعلق بالصحافة لم تحل بعد ألا وهي اختفاء عدد من الصحفيين.

### الرياضة
منذ استقلالها عام 1990، لم يسبق أن تأهلت بلاروسيا إلى مرحلة نهائية من مسابقات كرة القدم البارزة (كأس العالم أو اليورو). ورغم ذلك، فلا يخلو فريقها من لاعبين ذوي مستوى عال أمثال فيتالي كوتوزوف الذي لعب سابقًا في أكبر النوادي الإيطالية (أ.س ميلان وبارن أ.س وأ.س سامبدوريا).
أما في ألعاب القوى، فلبيلاروسيا تواجد ملحوظ في ألعاب الرمي. إلا أن لاعبي الرمي البلاروسيين غالبًا ما يتهمون بالتعاطي للمنشطات مثل إيفان تسيخان وفاديم ديفياتوفسكي الذين فازا بالميداليتين الفضية والبرونزية لرمي المطرقة خلال ألعاب صيف 2008 الأولمبية، حيث ظهر اختبار المنشطات لديهما إيجابيًا بعد أيام من انتهاء الألعاب.
في رياضة كرة الطاولة، يعتبر فلاديمير سامسونوف لاعبًا من الطرز الأول. فإلى جانب تتويجه في المركز الثاني في بطولة عالم 1997، فقد توج مرات عدة بطلًا لأوروبا وبطلًا في كأس العالم لكرة الطاولة لمرات ثلاث.

## أرقام
- عدد خطوط الهاتف : 3,37 مليون (2006)
- عدد الهواتف المحمولة : 5,96 مليون (2006)
- عدد متابعي محطات الراديو : 3 ملايين (1997)
- عدد محطات التلفاز : 2,52 (1997)
- عدد مستعملي الأنترنت : 4 (2006)
- طول الطرق : 63.355 كلم (60 567 كلم منها معبدة) (2000)
- طول السكك الحديدية : 5.512 كلم (2005)
- عدد المطارات : 101 مطارا (44 منها معبدة) (2005)

## تصنيفات دولية
| منظمات                        | الدراسة              | ترتيب      |
| ----------------------------- | -------------------- | ---------- |
| معهد الاقتصاد والسلام         | مؤشر السلام العالمي  | 98 من 144  |
| برنامج الأمم المتحدة الإنمائي | مؤشر التنمية البشرية | 68 من 182  |
| الشفافية الدولية              | مؤشر الفساد          | 139 من 180 |

## وصلات خارجية
حكومة
- الحكومة الإلكترونية في بيلاروس
- Global Integrity Report: Belarus معلومات عن مجهودات بيلاروسيا في مكافحة الفساد.
- حكومة بيلاروس
- وزارة الخارجية
- موقع الرئيس الرسمي